# Eratóstenes (monte submarino)
El monte submarino de Eratóstenes es una montaña sumergida situada en el Mediterráneo oriental, a unos 100 km al sur de Chipre. Tiene unos 120 km de longitud y 80 km de anchura, su cima está a 690 m bajo el nivel del mar y emerge unos 2000 m sobre el suelo marino circundante, (la llanura abisal de Eratostenes). Es una de los elementos más destacados del relieve submarino del Mediterráneo.
En 2010 y 2012, el buque Ocean Exploration Trust de la EV Nautilus exploró la montaña submarina buscando naufragios. Se encontraron tres pecios: dos eran buques otomanos del siglo XIX y el tercero era del siglo IV a. C. Dichos montes marinos se consideran ideales para la preservación de naufragios, ya que a profundidades de alrededor de 600 metros estas áreas no son perturbadas por operaciones de dragado o por sedimentos procedentes de la costa.

## Denominación
- Fue nombrado así en honor al sabio de la Antigua Grecia Eratóstenes.